# Beauftragter der Bundesregierung für Aussiedlerfragen und nationale Minderheiten

Logo Beauftragter der Bundesregierung für Aussiedlerfragen und nationale Minderheiten

Der Beauftragte der Bundesregierung für Aussiedlerfragen und nationale Minderheiten ist Ansprechpartner für Spätaussiedler und nationale Minderheiten auf Bundesebene sowie Koordinator und Informationsstelle. Der Bundesbeauftragte ist im Bundesministerium des Innern angesiedelt.

## Geschichte
Das Amt wurde am 28. September 1988 vom Kabinett Kohl III als Beauftragter der Bundesregierung für Aussiedlerfragen geschaffen. Der erste  Beauftragte war Horst Waffenschmidt. Am 20. November 2002 wurde das Aufgabengebiet durch Beschluss der Bundesregierung um die nationalen Minderheiten erweitert und entsprechend umbenannt. Nach dem Rahmenübereinkommen des Europarates zum Schutz nationaler Minderheiten sind dies die Dänen in Schleswig-Holstein, die Friesen in Schleswig-Holstein und Niedersachsen, die Sorben in Brandenburg und Sachsen sowie die Roma und Sinti.

## Amtsinhaber
| Nr. | Amtszeit      | Amtszeit      | Name                |
| Nr. | Beginn        | Ende          | Name                |
| --- | ------------- | ------------- | ------------------- |
| 1   | 28. Sep. 1988 | 1998          | Horst Waffenschmidt |
| 2   | 2. Dez. 1998  | 2004          | Jochen Welt         |
| 3   | 17. Nov. 2004 | Jan. 2006     | Hans-Peter Kemper   |
| 4   | 1. Feb. 2006  | 8. Jan. 2014  | Christoph Bergner   |
| 5   | 8. Jan. 2014  | 31. Okt. 2017 | Hartmut Koschyk     |
| 6   | 1. Nov. 2017  | 11. Apr. 2018 | Günter Krings       |
| 7   | 11. Apr. 2018 | 14. Apr. 2022 | Bernd Fabritius     |
| 8   | 14. Apr. 2022 | 28. Mai 2025  | Natalie Pawlik      |
| 9   | 28. Mai 2025  |               | Bernd Fabritius     |